# 細谷町 (豊橋市)
細谷町（ほそやちょう）は、愛知県豊橋市の地名。

## 地理
豊橋市南東部に位置する。東は東細谷町、西は西山町・小島町、南は遠州灘に接する。

### 河川
- 豊川用水東部幹線水路[1]

### 字一覧
- 阿羅田（あらた）[WEB 5]
- 石蔵（いしぞう）[WEB 5]
- 井ノ上（いのうえ）[WEB 5]
- 芋ケ谷（いもがや）[WEB 5]
- 大口（おおくち）[WEB 5]
- 大附（おおつけ）[WEB 5]
- 大谷（おおや）[WEB 5]
- 小川（おがわ）[WEB 5]
- 上大附（かみおおつけ）[WEB 5]
- 苅底（かりぞこ）[WEB 5]
- 北荒子（きたあらこ）[WEB 5]
- 北芋ケ谷（きたいもがや）[WEB 5]
- 北丸山（きたまるやま）[WEB 5]
- 荒神松（こうじんまつ）[WEB 5]
- 小坂（こさか）[WEB 5]
- 小袋（こぶくろ）[WEB 5]
- 小袋松（こぶくろまつ）[WEB 5]
- 下大附（しもおおつけ）[WEB 5]
- 下モ道（しもみち）[WEB 5]
- 新小川（しんこがわ）[WEB 5]
- 滝ノ上（たきのうえ）[WEB 5]
- 近見山（ちかみやま）[WEB 5]
- 地原（ちわら）[WEB 5]
- 土沢（つちざわ）[WEB 5]
- 中尾（なかお）[WEB 5]
- 中ノ島（なかのしま）[WEB 5]
- 西畑（にしばた）[WEB 5]
- 西松ケ谷（にしまつがや）[WEB 5]
- 袴田（はかまだ）[WEB 5]
- 坂東堀（ばんどうぼり）[WEB 5]
- 東松ケ谷（ひがしまつがや）[WEB 5]
- 東山（ひがしやま）[WEB 5]
- 広田（ひろた）[WEB 5]
- 広見（ひろみ）[WEB 5]
- 広面（ひろも）[WEB 5]
- 深道（ふかみち）[WEB 5]
- 細谷北（ほそやきた）[WEB 5]
- 馬門（まかど）[WEB 5]
- 松ケ谷（まつがや）[WEB 5]
- 馬道口（まみちぐち）[WEB 5]
- 南丸山（みなみまるやま）[WEB 5]
- 目高田（めだかだ）[WEB 5]
- 山ノ田（やまのた）[WEB 5]
- 山脇（やまわき）[WEB 5]

## 歴史

### 人口の変遷
国勢調査による人口および世帯数の推移。
| 1995年（平成7年）  | 306世帯 1432人 |  |
| 2000年（平成12年） | 353世帯 1509人 |  |
| 2005年（平成17年） | 389世帯 1506人 |  |
| 2010年（平成22年） | 411世帯 1480人 |  |
| 2015年（平成27年） | 425世帯 1398人 |  |

## 交通
- 愛知県道細谷二川線[1]
- 愛知県道伊良湖岬白須賀線[1]

## 施設
- 五並地区市民館[1]
- 細谷校区市民館[1]
- 豊橋市立細谷小学校[1]
- 豊橋市立五並中学校[1]
- 豊橋市南部農協細谷支所[1]
- 八幡社[1]
- 八柱神社[1]

## 出身人物
- 朝倉貞二（当時は渥美郡上細谷村）[2]

### WEB
1. ↑  “愛知県豊橋市の町丁・字一覧”.   人口統計ラボ. 2023年4月13日閲覧。
2. ↑  総務省統計局 (2017年1月27日). “平成27年国勢調査の調査結果(e-Stat) - 男女別人口及び世帯数 －町丁・字等” (CSV). 2021年7月21日閲覧。
3. ↑  “愛知県豊橋市の郵便番号一覧”.   日本郵便. 2023年4月13日閲覧。
4. ↑  “市外局番の一覧” (PDF).   総務省 (2022年3月1日). 2022年3月22日閲覧。
5. 1 2 3 4 5 6 7 8 9 10 11 12 13 14 15 16 17 18 19 20 21 22 23 24 25 26 27 28 29 30 31 32 33 34 35 36 37 38 39 40 41 42 43 44  “愛知県豊橋市 住所一覧から地図を検索”.   ONE COMPATH. 2023年8月17日閲覧。
6. ↑  総務省統計局 (2014年3月28日). “平成7年国勢調査の調査結果(e-Stat) - 男女別人口及び世帯数 －町丁・字等” (CSV). 2021年7月20日閲覧。
7. ↑  総務省統計局 (2014年5月30日). “平成12年国勢調査の調査結果(e-Stat) - 男女別人口及び世帯数 －町丁・字等” (CSV). 2021年7月20日閲覧。
8. ↑  総務省統計局 (2014年6月27日). “平成17年国勢調査の調査結果(e-Stat) - 男女別人口及び世帯数 －町丁・字等” (CSV). 2021年7月21日閲覧。
9. ↑  総務省統計局 (2012年1月20日). “平成22年国勢調査の調査結果(e-Stat) - 男女別人口及び世帯数 －町丁・字等” (CSV). 2021年7月21日閲覧。
10. ↑  総務省統計局 (2017年1月27日). “平成27年国勢調査の調査結果(e-Stat) - 男女別人口及び世帯数 －町丁・字等” (CSV). 2021年7月21日閲覧。

### 書籍
1. 1 2 3 4 5 6 7 8 9 10 11 12  「角川日本地名大辞典」編纂委員会 1989, p. 1795.
2. ↑  郷土豊橋を築いた先覚者たち編集委員会 1986, p. 240.